# 呂封齊
吕封齐（1557年—1625年），字孟眘，號海岳，山東兖州府濟寧州钜野县人，明朝政治人物。

## 生平
万历二十二年（1594年）甲午科山东乡试舉人，三十二年（1604年）甲辰科进士，房师为东鳌项公（项应祥）。吏部觀政，三十三年秋授安阳县知县，三十五年考察，降陕西按察司检校。四十年升肤施知县，四十二年升南京刑部廣東司主事，四十四年丁母憂歸，服闋，補刑部山西司主事，四十八年升陕西司员外郎，本年升雲南司郎中，升鳳陽府知府，天启四年升河南按察司副使，颍州兵备道，五年卒于官。